# Sistema di comunicazione per scambio di immagini
Il sistema di comunicazione per scambio di immagini (in inglese picture exchange communication system, PECS) è una forma di comunicazione aumentativa e alternativa prodotta dalla Pyramid Educational Consultants, Inc. Benché il sistema sia usato comunemente come aiuto per la comunicazione per i bambini con disturbi dello spettro autistico (ASD), è stato usato con un'ampia varietà di discenti, dai prescolari agli adulti, che hanno varie menomazioni comunicative, cognitive e fisiche, incluse la paralisi cerebrale infantile, la cecità e la sordità. Il PECS è stato oggetto di molte ricerche accademiche, che hanno prodotto attualmente oltre 85 pubblicazioni correlate.
Il PECS fu sviluppato nel 1985 negli Stati Uniti d'America nel Delaware Autism Program da Lori Frost e Andy Bondy. Essi notarono che le tecniche tradizionali di comunicazione, comprese l'imitazione del discorso, la lingua dei segni e i sistemi di puntamento delle immagini, facevano affidamento sull'insegnante per iniziare le interazioni sociali. Sulla base di queste osservazioni, Frost e Bondy crearono un mezzo di comunicazione funzionale per individui con vari tipi di difficoltà comunicative.
Il PECS è progettato per insegnare capacità di comunicazione funzionale, con un'attenzione iniziale sulla comunicazione spontanea. È stato e continua ad essere implementato in una varietà di ambienti e di contesti (casa, scuola, comunità), in modo che gli utenti abbiano le capacità di comunicare i loro desideri e i loro bisogni. Un vantaggio di questo sistema di comunicazione è che, oltre a requisiti propri del soggetto, non necessita di grandi risorse, materiali dispendiosi o ambienti particolarmente attrezzati, dal momento che usa simboli grafici come modalità. Il PECS è un metodo per insegnare ai bambini piccoli o a qualsiasi individuo con menomazioni nella comunicazione un modo per comunicare all'interno di un contesto sociale. La ricerca ha dimostrato che molti prescolari che usano il PECS cominciano anche a sviluppare il discorso. Sulla base delle attuali prove, il PECS è stato descritto come un trattamento emergente per aumentare le capacità di comunicazione di individui con DSA.

## Filosofia
Il protocollo di addestramento si basa sui principi dell'analisi comportamentale applicata. L'obiettivo del PECS è la comunicazione spontanea e funzionale. I suggerimenti verbali non si usano durante le prime fasi, realizzando così un'iniziazione immediata ed evitando la dipendenza dai suggerimenti. Il PECS comincia insegnando a uno studente a scambiare l'immagine di un elemento desiderato con un insegnante/compagno comunicativo, che onora immediatamente la richiesta. Dopo che lo studente impara a richiedere spontaneamente l'elemento desiderato, il sistema passa ad insegnare la discriminazione tra i simboli e poi come costruire una frase semplice. Nelle fasi più avanzate, ai soggetti si insegna a rispondere alle domande e a commentare. In più, si insegnano anche concetti del linguaggio descrittivo come dimensioni, forma, colore, numero, ecc. in modo che lo studente possa rendere il suo messaggio più specifico. Ad esempio: Voglio palla grande gialla.

## Protocollo del PECS
Dopo una preparazione, il protocollo del PECS si svolge in sei fasi:
- Inventario dei rinforzi: Prima di implementare il protocollo del PECS, l'insegnante sviluppa un inventario degli elementi che piacciono al discente. In questo modo, nessun suggerimento verbale è necessario per chiedere al bambino che cosa vuole.[5] I rinforzi scelti dovrebbero essere coerentemente motivanti per l'utente.[7]
- Fase 1: Come comunicare. Durante la Fase I, l'attenzione è sull'insegnare allo studente a iniziare la comunicazione sociale.[2] Lo studente apprende ad avvicinarsi al compagno comunicativo con l'immagine di un oggetto o di un cibo desiderato e a porre l'immagine nella mano del formatore, al fine di ricevere la ricompensa desiderata. Questo scambio si insegna usando una sola immagine, selezionata dal formatore. Nella Fase I, si usano due formatori. Un formatore funge da compagno comunicativo dello studente, e l'altro formatore funge da suggeritore fisico, che stimola lo studente a raggiungere il compagno comunicativo con l'immagine per ottenere la ricompensa.[7]
- Fase 2: Distanza e persistenza. Durante la Fase 2, allo studente si insegna ad iniziare l'interazione sociale con il compagno comunicativo quando questo non è vicino e in attesa.[2] Lo studente apprende a perseverare se la ricompensa non viene concessa immediatamente, a comunicare su distanze più lunghe sia che il compagno si trovi dall'altra parte di un tavolo più grande o che si tratti di percorrere distanze maggiori per raggiungerlo, e ad iniziare una comunicazione spontanea. Insegnare la persistenza al bambino è paragonabile normalmente a stimolarlo ad alzare la voce per ottenere l'attenzione quando i tentativi iniziali non sono riconosciuti dal suo compagno comunicativo. La formazione dovrebbe progredire attraverso ambienti diversi, con diversi compagni comunicativi e diversi tipi di elementi di rinforzo per aiutare nella generalizzazione dell'uso del PECS.[7]
- Fase 3: Discriminazione tra simboli. Durante questa fase, allo studente si insegna la discriminazione dei simboli e come selezionare il simbolo che raffigura un elemento desiderato.
 Una volta che lo studente dimostra padronanza con gli abbinamenti delle immagini preferite e non preferite, si introduce la discriminazione tra due immagini preferite. L'assortimento di immagini si aumenta finché il bambino può discriminare tra tutte le immagini nell'album. Per correggere gli sbagli si usa la Procedura di correzione degli errori in 4 stadi di Frost e Bondy.[2] Per i bambini che hanno difficoltà nella discriminazione delle immagini, possono essere usati mini oggetti seguiti da un graduale passaggio alle immagini. Gli studenti avanzano a questo stadio dopo che sono in grado di chiedere in modo affidabile i loro elementi preferiti a varie persone.[5] La Pyramid Educational Consultants commercializza un'app progettata per rinforzare l'istruzione della Fase 3.
- Fase 4: Usare le espressioni. Durante la Fase 4, lo studente apprende la struttura della frase per fare richieste usando espressioni come "Io voglio ____ ".
 Un'altra abilità su cui si punta in questa fase è quella di commentare, che si apprende contemporaneamente a quella di chiedere tra i bambini con uno sviluppo normale.[5] Le richieste consistono in un attacco della frase e in un'immagine dell'attività o dell'elemento desiderato su una striscia della frase. Il compagno comunicativo rilegge la frase dopo che è stata pronunciata dallo studente. Un ritardo tra l'attacco della frase e l'attività/ricompensa si usa spesso per incoraggiare il discorso e/o le vocalizzazioni. Questi sono poi ricompensati fornendo allo studente una maggiore quantità del rinforzo per incoraggiarlo a usare un'immagine insieme al discorso piuttosto che un'immagine da sola per chiedere le attività e gli elementi.[2] Insegnare ai bambini ad usare il PECS per creare una frase usando espressioni come "Io voglio ___" è un modo per aumentare la complessità dei loro scambi comunicativi.[5]
- Fase 5: Rispondere a una domanda diretta. Durante la Fase 5, allo studente si insegna a rispondere al suggerimento, "Che cosa vuoi?"
 Lo scopo di questa fase è che il bambino risponda "Io voglio ___ " indipendentemente se l'elemento è presente. Questa fase aggiunge abilità già consolidate e si usa ancora un elemento desiderato per motivare l'utente a rispondere.[5] Si usa una procedura di suggerimenti ritardati nella quale la domanda e il suggerimento sono presentati inizialmente nello stesso momento e in seguito si stabilisce un ritardo tra la domanda e il suggerimento gestuale.[5] In definitiva, lo studente dovrebbe rispondere alla domanda prima che siano forniti suggerimenti addizionali.[5] Secondo Bondy e Frost, le abilità sviluppate nella Fase 5 si acquisiscono rapidamente perché la costruzione della frase è familiare allo studente e lui (o lei) è motivato a rispondere.[5] In questa fase, allo studente si insegnano anche descrittori (cioè colori, dimensione) così che lui o lei possa indicare preferenze all'interno dei rinforzi desiderati (cioè "Io voglio la palla rossa").[2]
- Fase 6: Commentare. Durante questo fase, allo studente si insegna a rispondere alle domande nonché di commentare spontaneamente sugli elementi, le perso e o le attività presenti nel suo ambiente. Lo studente può ora rispondere alla domanda "Che cosa vuoi?" con "Io voglio ___"[5] In questa fase, allo studente si insegna anche a differenziare tra le risposte appropriate alle domande "Che cosa vedi?" e "Che cosa vuoi?"[5] L'insegnante dovrebbe strutturare l'ambiente per offrire allo studente moltissime opportunità per commenti spontanei. L'insegnante può sabotare l'ambiente per suscitare commenti dallo studente. Le abilità di comunicazione funzionale che lo studente dovrebbe ormai aver sviluppato includono l'essere capace di fare richieste spontanee, richieste responsive e commenti responsivi e spontanei.[8]

A seconda dell'età e del livello cognitivo dell'utente, il tempo per padroneggiare il PECS varierà. Uno studio trovò che occorre una media di 246 prove perché gli utenti possano padroneggiare tutte le sei fasi del PECS.

## Efficacia
Ci sono prove che il PECS si apprenda facilmente dalla maggior parte degli studenti, il suo beneficio primario essendo un mezzo di comunicazione per bambini e adulti che hanno limitata o nessuna capacità di parlare a causa dell'autismo o di altri disordini della comunicazione. Riguardo all'ambiente degli interventi per l'addestramento alla CAA, ci sono le prove che il PECS si apprenda molto rapidamente quando l'istruzione ha luogo in un ambiente di educazione completo. Le prove indicavano anche che i discenti iniziano un numero più alto di scambi di immagini quando il PECS si insegna in un unico ambiente anziché in molteplici ambienti.
Il consenso tra la maggior parte dei ricercatori è che "il PECS è raccomandato come un intervento, basato su prove, per potenziare le abilità di comunicazione funzionale degli individui con DSA". D'altro canto, il Rapporto sulle norme nazionali del 2009 del Centro nazionale per l'autismo elenca i PEC fra i trattamenti emergenti che non hanno (ancora) sufficienti prove di efficacia.
Una preoccupazione iniziale era che il PECS potesse ritardare o inibire lo sviluppo della capacità di parlare. Tuttavia, una recente revisione paritaria di vari studi concludeva che "non ci sono prove nell'ambito degli studi rivisti per suggerire che il PECS inibisse la capacità di parlare; al contrario, se qualche effetto era stato osservato, era facilitativo piuttosto che inibitorio". Quando sorgono effettivamente difficoltà, ciò è spesso dovuto a una mancanza di rinforzi potenti e/o ad un errore del formatore. Una revisione sistematica degli interventi per i bambini con disordine dello spettro autistico riferì che l'uso del PECS dava come risultato il miglioramento a breve termine dell'acquisizione verbale, ma gli effetti non si mantenevano nel tempo.
Tuttavia, le prove delle metanalisi indicano che il PECS non produce esiti comunicativi uguali per tutti i bambini con DSA. L'addestramento con il PECS sembra avere gli effetti più benefici sui discenti più giovani. In aggiunta, le prove degli effetti di mantenimento e generalizzazione dei progressi nella comunicazione funzionale ottenuti attraverso l'addestramento con il PECS sono state ambigue. Le ricerche indicano che "il PECS si usa probabilmente meglio come intervento iniziale per insegnare il manding e gli elementi basilari di ciò che è uno scambio comunicativo," e non è la scelta migliore per un intervento a lungo termine in quanto non affronta la formulazione delle domande e può essere meglio implementato come parte di un sistema per i casi in cui le comunicazioni per immagini siano socialmente più appropriate".

## Applicazioni aggiuntive
Ci sono ricerche emergenti che suggeriscono che anche gli adulti con disabilità di sviluppo e gravi deficit di comunicazione possono beneficiare dell'implementazione del PECS. Altri tentarono di combinare l'addestramento del PECS con il videomodellamento.